# دویچه کردیت‌بنک
دویچه کردیت‌بنک (انگلیسی: Deutsche Kreditbank) شرکت خدمات مالی و بانکداری آلمانی است، که در سال ۱۹۹۰ تأسیس شد.